# 哥倫比亞社會航空501號班機空難
哥倫比亞社會航空501號班機空難是哥倫比亞社會航空（SAM Colombia）一班波音727-46航班，它於1993年5月19日墜毀。
所有132人乘客都罹難，包括幾個巴拿馬牙醫。哥倫比亞社會航空501號班機在接近麥德林附近，進入山區，在12300英尺高空撞擊弗龍蒂諾帕拉莫山。